# Martin Hitz
Martin Hitz (* 4. Oktober 1959 in Klagenfurt) ist ein österreichischer Informatiker und Hochschullehrer.

## Leben
Nach der Matura am Peraugymnasium in Villach 1978 studierte Hitz an der Technischen Universität Wien Informatik, graduierte 1982 und promovierte 1989 zum Doktor der Technischen Wissenschaften. 1982 bis 1996 war er Assistent bei Günther Vinek am Institut für Statistik und Informatik der Universität Wien und 1996 bis 2000 (nach der Habilitation für Informatik 1996) außerordentlicher Universitätsprofessor an der Universität Wien. Zwischen 1987 und 1989 verbrachte er mehrere Forschungsaufenthalte am Dipartimento di Elettronica des Politecnico di Milano, 1990 bis 1991 ein Jahr als Schrödinger-Stipendiat des FWF am Computer Science Department der Universität Ottawa. 1997 war Hitz Gastprofessor an der Universität Linz, 1997 und 1998 an der Fachhochschule Technikum Kärnten in Klagenfurt.
Am 1. Mai 2000 folgte er einem Ruf auf den Lehrstuhl für Interaktive Systeme an der Alpen-Adria-Universität Klagenfurt, wo er als Universitätsprofessor tätig ist. Von 2001 bis 2006 war er Vizerektor, danach bereitete er als Gründungsbeauftragter die Gründung der Fakultät für Technische Wissenschaften vor, die er von 1. Januar 2007 bis 10. Mai 2012 als Dekan leitete. Hitz legte das Dekanat zurück, als er infolge der Abberufung des Rektors Heinrich C. Mayr neuerlich als Vizerektor in das Rektorat berufen wurde. Er war damit durchgängig von 2001 bis 2020 mit der Leitung und Entwicklung der Universität befasst. Im Juni 2022 wurde er zum Vorsitzenden des Senats VIII der Alpen-Adria-Universität Klagenfurt gewählt. Außerdem ist er stellvertretender Vorsitzender des Gründungskonvents des Institute of Digital Sciences Austria (IDSA) in Linz.
Hitz hat zunächst auf den Gebieten Informationssysteme, Datenmodellierung, Software-Wiederverwendung, Softwaremetrie, interaktive Simulationsumgebungen gearbeitet. An der Alpen-Adria-Universität gründete er die Arbeitsgruppe Interaktive Systeme, die sich mit HCI, nichtklassischen Benutzungsschnittstellen und Usability beschäftigt. In der Österreichischen Computergesellschaft fungiert er seit 2011 als Vorstandsmitglied.

## Auszeichnungen
- 2017 Großes Silbernes Ehrenzeichen für Verdienste um die Republik Österreich[7]
- 2021 Großes Ehrenzeichen des Landes Kärnten[8]

## Schriften (Auswahl)
- G. Guariso, M. Hitz, H. Werthner: InGenOSS: An Intelligent Simulation Model Generator. In: Society for Modeling and Simulation International (Hrsg.): Simulation. Band 53, Nr. 2, August 1989, ISSN 0037-5497, S. 57–66, doi:10.1177/003754978905300204 (englisch).
- M. Hitz: C++ / Grundlagen & Programmierung (= Springers Angewandte Informatik). Springer, Wien / New York 1992.
- W. Grossmann, G. Guariso, M. Hitz, H. Werthner: A Min Cost Flow Solution for Dynamic Assignment Problems in Networks With Storage Devices. In: Management Science. Band 41, Nr. 1, Januar 1995, S. 83–93 (englisch).
- M. Hitz, B. Montazeri: Chidamber & Kemerer’s Metrics Suite: A Measurement Theory Perspective. In: IEEE Transactions on Software Engineering. Band 22, Nr. 4, April 1996, ISSN 0098-5589, S. 267–271 (englisch).
- G. Guariso, M. Hitz, H. Werthner: An Integrated Simulation and Optimization Modelling Environment for Decision Support. In: Decision Support Systems. Band 16, 1996, ISSN 0167-9236, S. 103–117 (englisch).
- W. Gutjahr, M. Hitz, T. Mück: Task Assignment in Cayley Interconnection Topologies. In: Parallel Computing. Band 23, 1997, ISSN 0167-8191, S. 1429–1460 (englisch).
- M. Hitz, G. Kappel, W. Retschitzegger, W. Schwinger: Ein UML-basiertes Framework zur Modellierung ubiquitärer Web-Anwendungen. In: Wirtschaftsinformatik. Band 44, Nr. 3, 2002, ISSN 0937-6429, S. 225–235.
- M. Hitz, G. Kappel, E. Kapsammer: UML @ Work. Objektorientierte Modellierung mit UML 2. 3. Auflage. dpunkt-Verlag, Heidelberg 2005, ISBN 3-89864-261-5.
- D. Ahlström, R. Alexandrowicz, M. Hitz: Improving Menu Interaction: A Comparison of Standard, Force Enhanced, and Jumping Menus. In: G. Olson, R. Jeffries (Hrsg.): Proc. of the ACM SIGCHI Conference on Human Factors in Computing Systems. Montreal, Quebec, Canada. ACM Press, New York 2006, ISBN 1-59593-372-7, S. 1067–1076, doi:10.1145/1124772.1124932 (englisch).
- M. Hitz, G. Leitner, R. Melcher: Usability of Web Applications. In: G. Kappel, B. Pröll, S. Reich, W. Retschitzegger (Hrsg.): Web Engineering: The Discipline of Systematic Development. Wiley, Chichester 2006, ISBN 0-470-01554-3, S. 219–246 (englisch).
- D. Ahlström, M. Hitz, G. Leitner: An Evaluation of Sticky and Force Enhanced Targets in Multi-Target Situations. In: K. Morgan (Hrsg.): Proc. of NordiCHI'06, the 4th Nordic conference on Human-Computer Interaction. ACM Press, Oslo 2006, ISBN 1-59593-325-5, S. 58–67, doi:10.1145/1182475.1182482 (englisch).
- M. Hitz, D. Ahlström, G. Leitner, R. Melcher: Intelligent Design vs. Survival of the Fittest? A Case Study on Successful User Interfaces. In: G. Haring, D. Karagiannis (Hrsg.): Informationssysteme: Daten-Information-Wissen. OCG, Wien November 2007, S. 69–81 (englisch).
- R. Melcher, M. Hitz, G. Leitner: ActionSpaces: Device Independent Places of Thought, Memory and Evolution. In: Julie A. Jacko et al. (Hrsg.): Proc. 13th International Conference, HCI International 2009, San Diego, CA, USA, July 19-24. Springer, 2009, ISSN 0302-9743 (englisch).
- C. Kruschitz, M. Hitz: The Anatomy of HCI Design Patterns. In: Proc. First International Conferences on Pervasive Patterns and Applications (PATTERNS 2009). IEEE, 2009, ISSN 2308-3557 (englisch, Best Paper Award).